# 天津市人民政府研究室
天津市人民政府研究室是中华人民共和国主管对天津市人民政府工作的一些重大课题进行调查研究,提出政策性建议。起草有关的重要文稿、为天津市领导提供国内外和本市重要政治、经济、科技、教育、文化等信息资料。组织本市及国内外涉及经济和社会发展方面的学术交流活动。选聘、联络、管理市政府特约研究员。承办市委、市政府交办的工作的直属机构。

## 机构设置
- 综合处（网络安全和信息化办公室）
- 一处
- 二处
- 三处
- 四处
- 信息研究处[2]